# 安格莱什沃尔
安格莱什沃尔（羅馬化：Ankleshwar）是印度古吉拉特邦珀鲁杰县的一个城镇。总人口1,40,839（2011年）。

## 人口
该地2011年总人口1,40,839人。